# Ante Duvnjak
Ante Duvnjak (* 4. Januar 1956) ist ein ehemaliger jugoslawischer Fußballspieler.
Duvnjak durchlief diverse Jugendmannschaften in Jugoslawien. Er absolvierte in der Saison 1980/81 für den VfB Eppingen insgesamt 16 Spiele in der 2. Fußball-Bundesliga Süd und eines im DFB-Pokal.